# Pavel Schenk
Pavel Schenk (Borotín, 27 giugno 1941) è un ex pallavolista cecoslovacco.

## Biografia
Schenk ha gareggiato per la Cecoslovacchia ai Giochi olimpici del 1964, a quelli del 1968 e a quelli del 1972.
Nel 1964 la sua squadra ha vinto la medaglia d'argento e lui ha giocato tutte e nove le gare.
Nel 1968 la squadra ha ottenuto la medaglia di bronzo e Schenk ha giocato in sei gare.
Nei giochi del 1972 la squadra ha ottenuto la sesta posizione e Schenk ha giocato in cinque gare.
Ha anche partecipato al campionato mondiale del 1962, dove la squadra ha vinto la medaglia d'argento e a quelli del 1966, dove ha ottenuto la medaglia d'oro.